# Adelphenaldis magnareata
Adelphenaldis magnareata är en stekelart som först beskrevs av Fischer 1993.  Adelphenaldis magnareata ingår i släktet Adelphenaldis och familjen bracksteklar. Inga underarter finns listade i Catalogue of Life.